# William J. Crow
William Josiah Crow, född 22 januari 1902 i Uniontown, Pennsylvania, död 13 oktober 1974 i Carlisle, Pennsylvania, var en amerikansk republikansk politiker. Han representerade delstaten Pennsylvanias 23:e distrikt i USA:s representanthus 1947–1949. Fadern William E. Crow var senator för Pennsylvania 1921–1922.
Crow utexaminerades 1922 från Pennsylvania Military College (numera Widener University). Han gifte sig 5 oktober 1923 med Charlotte Sheafer. Han avlade 1925 sin juristexamen vid Pennsylvania State University. Han var borgmästare i Uniontown 1937–1941. Han deltog i andra världskriget som major i USA:s armé.
Kongressledamot Carl Henry Hoffman kandiderade inte till omval i kongressvalet 1946. Crow vann valet och efterträdde Hoffman i representanthuset i januari 1947. Han kandiderade 1948 till omval men förlorade mot demokraten Anthony Cavalcante.
Crow var baptist. Hans grav finns på Oak Grove Cemetery i Uniontown.